# Kenenisa Bekele
Kenenisa Bekele (født 13. juni 1982 i Bekoji, en by i Etiopien) er en etiopisk mellem- og langdistance løber, som er den nuværende indehaver af verdensrekorden og den olympiske rekord på såvel 5000 meter som 10.000 meter. 
Han vandt guld på 10000 meteren, og sølv på 5000 meteren ved de Olympiske Lege i 2004 i Athen. Ved OL i Beijing 2008 vandt han igen guld, denne gang både på 5000 meter og 10.000 meter. Han er gift med skuespillerinden Danawit Gebregziabher, og har en yngre bror, Tariku Bekele, som også er en verdensklasse langdistance løber. Bekele er desuden kendt for hans evne til at accelerere meget hurtigt ved slutningen på langdistance løb. 
Han er den mest succesfulde løber nogensinde i IAAF cross-country regi, med 6 langbane (12km) og 5 kortbane (4km) titler. Han har vundet 10.000m titlen til verdensmesterskaberne i atletik i 2003, 2005, 2007 og 2009 (en tangering af Haile Gebrselassie's 4 titler i træk). Kenenisa var ubesejret på 10.000m fra hans debut i 2003 indtil 2011, hvor han udgik undervejs i finalen til verdensmesterskaberne. 
Til verdensmesterskaberne i atletik i 2009 blev han den første mand til både at vinde 5000m og 10.000m titlerne til det samme verdensmesterskab. På 5000m har han også vundet Olympisk sølv (2004), VM-bronze (2003), 2 Afrikanske mesterskabstitler og 1 All Africa Games guldmedalje. Han har også vundet 3000m titlen til Indendørsverdensmesterskabet i 2006. 
Den 6. april, 2014, løb han den sjette hurtigste marathondebut nogensinde på en rekord-godkendt rute, med sin sejr i Paris Marathon, i en løbsrekordtid på 2:05.04. Den 25. september 2016, vand Kenenisa Berlin Marathon i tiden 2:03.03, en ny personlig rekord, og den tredje hurtigste marathontid nogensinde på det tidspunkt. Den 29. september, 2019, vandt han igen Berlin Marathon i tiden 2:01.41, blot to sekunder langsommere end verdensrekorden på 2:01.39, sat af Eliud Kipchoge i Berlin Marathon 2018.

## Karriere
Kenenisa Bekele blev født i 1982 i Bekoji, den samme by som Dibaba søstrene (Ejegayehu, Tirunesh and Genzebe) og deres kusine Derartu Tulu.
I marts 2001 vandt han IAAF verdensmesterskabet for juniorer med hele 33 sekunder. Fem måneder senere, i august 2001, satte han ny 3000m junior verdensrekord, på 7:30.67 minutter i Bruxelles. Rekorden holdt i 3,5 år, indtil den blev slået af Augustine Choge med en tid på 7:28.78 minutter. I december 2000 og 2001 vandt Kenenisa 15km gadeløbet Montferland Run i Holland. 
Fem år i træk, fra 2002 (som 19-årig) til 2006, tog han både kort (4km) og lang (12km) titlerne til IAAF verdensmesterskaberne i cross country, en bedrift som ingen anden løber har begået hverken før eller siden. Efter IAAF eliminerede kortdistance løbene i 2007 vandt Kenenisa en sidste langdistance titel i 2008, hvilket bringer ham op på i alt 11 individuelle senior guldmedaljer (6 langdistance, 5 kortdistance), 1 senior sølvmedalje (2001), 1 junior guldmedalje (2001), 2 hold-guldmedaljer (2004, 2005), 3 hold sølvmedaljer (2002, 2003, 2008), og 1 hold bronzemedalje (2006), altså i alt 19 cross country VM medaljer.
Kenenisa er kendt for sin evne til at accelerere meget hurtigt i slutningen af et langdistanceløb; i Oslo i juni 2003 jagtede han kenyaneren Abraham Chebii på 5000m, og løb her sin sidste 400m omgang på 54.64 sekunder, og vandt løbet på 12:52.26 minutter. Igen i Lausanne d. 1. juli 2003, blev Kenenisa målt til at have løbet et 200m segment på den sidste omgang på 24 sekunder, og et 100m segment på 12 sekunder, og løb samlet set den sidste 400m-omgang på 52.63 sekunder.
Han har mødt sin etiopiske landsmand Haile Gebrselassie to gange i gadeløb, en gang i cross country og seks gange på atletikbanen. Haile slog Kenenisa på banen i 5000m løbet i år 2000 i Nürnberg, the Great Ethiopian Run 10 km i 2001, og Cross de l'Acier i december 2001, men tabte til Kenenisa i Hengelo 2003 på 10.000m (26:53 mod 26:54), Rom 2003 på 5000m (12:57 mod 13:00), Paris 2003 til VM på 10.000m (26:49 mod 26:50), OL i Athen 2004 på 10.000m (27:05 mod 27:27), 10.000m ved OL i Beijing i 2008 (27:01 mod 27:06), og i the Great North Run halvmarathon i september 2013 (60:09 mod 60:41) hvor også Mo Farah deltog.

## Nuværende verdensrekorder (26. december2006)
- 5.000 meter indendørs i tiden 12:49.60 i 2004.
- 5.000 meter i tiden 12:37.35 i 2004.
- 10.000 meter i tiden 26:17.53 i 2005.